# Mordacia praecox
Mordacia praecox је вијун из реда Petromyzontiformes и фамилије Petromyzontidae. Тело је слично јегуљи, дужине од 12 до 15 цм.

## Угроженост
Ова врста се сматра рањивом у погледу угрожености врсте од изумирања.

## Распрострањење
Аустралија је једино познато природно станиште врсте.

## Станиште
Станиште врсте су слатководна подручја.